# Rhinotorus compactor
Rhinotorus compactor är en stekelart som först beskrevs av Carl Peter Thunberg 1822.  Rhinotorus compactor ingår i släktet Rhinotorus och familjen brokparasitsteklar. Arten är reproducerande i Sverige. Utöver nominatformen finns också underarten R. c. rufomedia.